# Кудухов Бесік Серодинович
Бесік Серодинович Кудухов  (рос. Бесик Серодинович Кудухов, 15 серпня 1986 — 29 грудня 2013) — російський борець вільного стилю, олімпійський медаліст.

## Біографія
Загинув в автокатастрофі. Трагедія сталася на федеральній трасі під Армавіром. Машина борця, що прямував з Владикавказа в Краснодар, зіткнулася з великовантажною фурою.
У серпні 2016 року повідомлялося, що Бесік Кудухов буде позбавлений медалі через позитивний тест на допінг. Однак 27 жовтня 2016 року МОК заявив, що факт смерті Кудухова не був відомий на момент прийняття рішення включити його проби в процес повторного аналізу. Тому, МОК припинив усі дисциплінарні провадження: такі провадження не можуть бути проведені проти померлої особи, тобто олімпійські результати, які були б переглянуті, залишаться невиправленими, оскільки провадження не може просуватися далі. У будь-якому випадку, бронзовий призер Йогешвар Дутт раніше відмовився прийняти срібну медаль, висловивши бажання, щоб сім'я Кудухова залишила її за собою.
Посмертно включений до всесвітньої Зали слави Міжнародної федерації об'єднаних стилів боротьби (FILA).

## Виступи на Олімпіадах
| Олімпіада   | Дисципліна | Місце  |
| ----------- | ---------- | ------ |
| Пекін 2008  | до 55 кг   | Бронза |
| Лондон 2012 | до 60 кг   | Срібло |